# Герб Северной Македонии
Герб Северной Македонии принят народным собранием Республики Македонии 27 июля 1947. Дизайн герба основан на гербе СССР. Герб представляет только пейзажную характеристику. На гербе изображены гора Кораб, вода (символизирует реки) и солнце, герб обрамляют основные культуры, выращиваемые в Северной Македонии (пшеница, мак, табак и хлопок). Внизу расположена лента, вышитая народным орнаментом.
В 1991 году, когда Республика Македония получила независимость, встал вопрос о новом государственном гербе, однако все предложенные варианты были отклонены и был сохранён герб социалистической Республики Македонии. В 2009 году Парламент Республики Македонии принял решение убрать с изображения герба красную пятиконечную звезду.

## История

### Македонский лев

#### Золотой лев на червлёном поле
|  | Герб средневековой Македонии (1340)                    |
|  | Герб 1620 года (реконструкция)                         |
|  | Неофициальный проект герба Республики Македония (1992) |

#### Червлёный лев на золотом поле
|  | Герб 1694 года                                              |
|  | Предложенный правительством в 2014 году проект нового герба |

### Социалистическая Республика Македония
|  | Герб НР Македонии (1944—1946) |
|  | Герб СР Македонии (1946—1991) |

### (Северная) Македония
|  | Герб Республики Македонии (1991—2009) |
|  | Герб Северной Македонии (с 2009)      |